# Vlag van oblast Astrachan
De vlag van oblast Astrachan werd aangenomen op 19 december 2001. De vlag bestaat uit een kroon (die de status als oblast weergeeft) en een kromsabel (die de invloed van India weergeeft) op een blauw veld. Blauw symboliseert de ligging van de oblast aan de bovenloop van de rivier de Wolga. De kroon is in de stijl van die voor Michail Fedorovitsj, de eerste heerser van het huis Romanov. Hij is goud met een groene voering en heeft vijf metalen bogen, versierd met parels en edelstenen, die naar de top van de kroon buigen waar ze samenkomen en worden bekroond door een bol en een kruis. De kroon is ongeveer 1/4 van de lengte van de vlag. Onder de kroon heeft het zwaard een gouden handvat en een zilveren lemmet dat naar de hijs wijst. Het is ongeveer 2/3 van de lengte van de vlag. Het zwaard in oostelijke stijl symboliseert de richting waaruit de vijanden van Rusland kwamen, en de plaatsing van het zwaard bij de kroon staat voor eeuwen van eenheid met Rusland en de verdediging van de kroon. De verhouding van de vlag is 2:3.